# Sin Cara
無面人（西班牙語：Sin Cara,1982年12月22日—），本名Luis Ignascio Urive Alvirde（西班牙語：路易斯·伊格納西奧·烏里韋·阿維爾德），是世界摔角娛樂旗下職業摔角選手，並在世界摔角娛樂節目WWE SmackDown中亮相。